# Bianor
Bianor is een geslacht van spinnen uit de familie springspinnen (Salticidae).

## Soorten
De volgende soorten zijn bij het geslacht ingedeeld:
- Bianor albobimaculatus (Lucas, 1846)
- Bianor angulosus (Karsch, 1879)
- Bianor biguttatus Wesolowska & van Harten, 2002
- Bianor biocellosus Simon, 1902
- Bianor compactus (Urquhart, 1885)
- Bianor concolor (Keyserling, 1882)
- Bianor diversipes Simon, 1901
- Bianor eximius Wesolowska & Haddad, 2009
- Bianor fasciatus Mello-Leitão, 1922
- Bianor ghigii (Caporiacco, 1949)
- Bianor hongkong Song et al., 1997
- Bianor incitatus Thorell, 1890
- Bianor kovaczi Logunov, 2001
- Bianor maculatus (Keyserling, 1883)
- Bianor monster Żabka, 1985
- Bianor murphyi Logunov, 2001
- Bianor narmadaensis (Tikader, 1975)
- Bianor nexilis Jastrzebski, 2007
- Bianor orientalis (Dönitz & Strand, 1906)
- Bianor pashanensis (Tikader, 1975)
- Bianor paulyi Logunov, 2009
- Bianor pseudomaculatus Logunov, 2001
- Bianor punjabicus Logunov, 2001
- Bianor quadrimaculatus (Lawrence, 1927)
- Bianor senegalensis Logunov, 2001
- Bianor simplex (Blackwall, 1865)
- Bianor tortus Jastrzebski, 2007
- Bianor vitiensis Berry, Beatty & Prószyński, 1996
- Bianor wunderlichi Logunov, 2001